# 1000-km-Rennen von Monza 1988

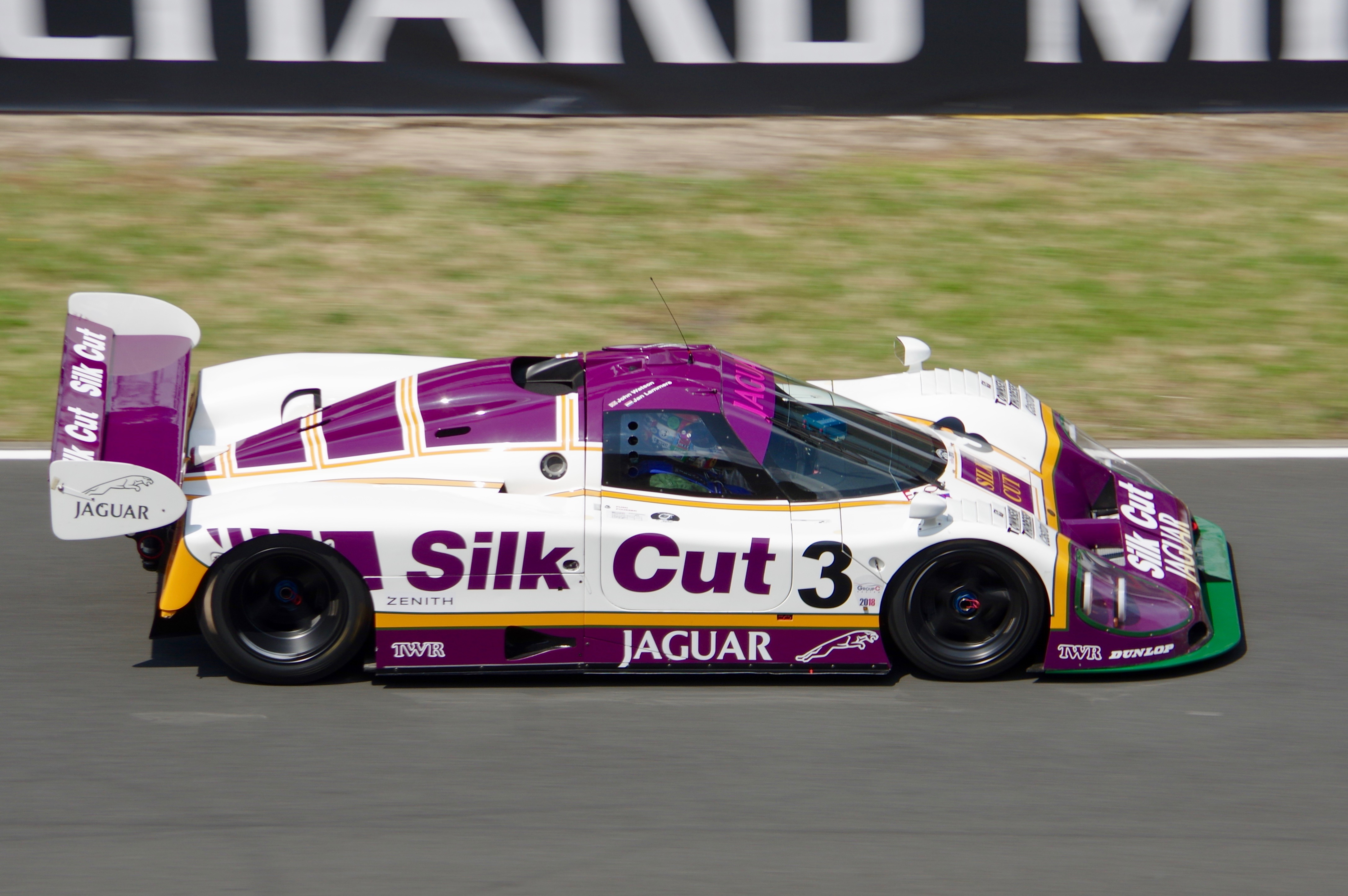
Jaguar XJR-9

Das 28. 1000-km-Rennen von Monza, auch 28a 1000 km di Monza, 22° Trofeo Filippo Caracciolo (Campionato del Mondo Sport Prototipi), Autodromo Nazionale di Monza, fand am 10. April 1988 auf dem Autodromo Nazionale di Monza statt und war der dritte Wertungslauf der Sportwagen-Weltmeisterschaft dieses Jahres.

## Das Rennen
Der dritte Weltmeisterschaftslauf des Jahres endete mit dem zweiten Saisonsieg von Martin Brundle und Eddie Cheever im Jaguar XJR-9, die bereits den Wertungslauf in Jarama gewonnen hatten. Das Rennen der C2-Klasse endete mit dem Erfolg von Ray Bellm und Gordon Spice im Spice SE88C, die in der Gesamtwertung den achten Rang erreichten. 

## Ergebnisse

### Schlussklassement
| 1               | C1 | 1   | Silk Cut Jaguar             | Martin Brundle Eddie Cheever                       | Jaguar XJR-9          | 173 |
| 2               | C1 | 61  | Team Sauber Mercedes        | Jean-Louis Schlesser Mauro Baldi Jochen Mass       | Sauber-Mercedes C9/88 | 172 |
| 3               | C1 | 6   | Brun Motorsport             | Oscar Larrauri Massimo Sigala                      | Porsche 962C          | 171 |
| 4               | C1 | 8   | Joest Racing                | Frank Jelinski Louis Krages                        | Porsche 962C          | 168 |
| 5               | C1 | 7   | Joest Racing                | Bob Wollek Klaus Ludwig                            | Porsche 962C          | 164 |
| 6               | C1 | 10  | Porsche Kremer Racing       | Volker Weidler Bruno Giacomelli                    | Porsche 962C          | 164 |
| 7               | C1 | 13  | Primagaz Compétition        | Pierre-Henri Raphanel Roberto Ravaglia             | Cougar C20B           | 162 |
| 8               | C2 | 111 | Spice Engineering           | Ray Bellm Gordon Spice                             | Spice SE88C           | 158 |
| 9               | C1 | 40  | Swiss Team Salamin          | Dudley Wood Antoine Salamin                        | Porsche 962C          | 157 |
| 10              | C2 | 103 | Spice Engineering           | Almo Coppelli Thorkild Thyrring                    | Spice SE88C           | 157 |
| 11              | C2 | 107 | Chamberlain Engineering     | Claude Ballot-Léna Jean-Louis Ricci                | Spice SE88C           | 143 |
| Ausgefallen     |    |     |                             |                                                    |                       |     |
| 12              | C2 | 117 | Team Lucky Strike Schanche  | Will Hoy Martin Schanche                           | Argo JM19C            | 153 |
| 13              | C1 | 5   | Brun Motorsport             | Manuel Reuter Jesús Pareja                         | Porsche 962C          | 143 |
| 14              | C1 | 2   | Silk Cut Jaguar             | Jan Lammers Johnny Dumfries                        | Jaguar XJR-9          | 114 |
| 15              | C1 | 4   | Brun Motorsport             | Uwe Schäfer Walter Brun                            | Porsche 962C          | 114 |
| 16              | C2 | 177 | Louis Descartes             | Dominique Lacaud Jacques Heuclin Gérard Tremblay   | ALD 03                | 63  |
| 17              | C2 | 151 | Pierre-Alain Lombardi       | Pierre-Alain Lombardi Silvio Vaglio Rolando Vaglio | Rondeau M379C         | 53  |
| 18              | C2 | 127 | Chamberlain Engineering     | Nick Adams Graham Duxbury                          | Spice SE86C           | 38  |
| 19              | C2 | 191 | PC Automotive               | Olindo Iacobelli Martin Birrane Richard Piper      | Argo JM19C            | 24  |
| 20              | C2 | 109 | Kelmar Racing               | Pasquale Barberio Vito Veninata Ranieri Randaccio  | Tiga GC85             | 23  |
| 21              | C2 | 123 | Charles Ivey Racing         | Wayne Taylor Tim Harvey                            | Tiga GC287            | 17  |
| 22              | C1 | 24  | Mussato Action Car          | Andrea de Cesaris Christian Danner                 | Lancia LC2/88         | 11  |
| 23              | C2 | 101 | Dollop Racing               | Jean-Pierre Frey Nicola Marozzo                    | Argo JM19B            | 8   |
| 24              | C2 | 121 | GP Motorsport               | Costas Los Philippe de Henning                     | Spice SE87C           | 6   |
| 25              | C2 | 172 | Automobiles Louis Descartes | Max Cohen-Olivar Pierre Yver                       | ALD 04                | 6   |
| 26              | C2 | 160 | Gebhardt Motorsport         | Hellmut Mundas Günther Gebhardt Rudi Seher         | Gebhardt JC873        | 2   |
| Nicht gestartet |    |     |                             |                                                    |                       |     |
| 27              | C1 | 42  | Noël del Bello              | Bernard Santal Jacques Guillot Roland Biancone     | Sauber C8             | 1   |
| 28              | C2 | 181 | Techno Racing               | Luigi Taverna                                      | Olmas GLT-200         | 2   |
| 29              | C1 | 1T  | Silk Cut Jaguar             | Eddie Cheever Martin Brundle                       | Jaguar XJR-9          | 3   |
| 30              | C1 | 61T | Team Sauber Mercedes        | Jean-Louis Schlesser Jochen Mass Mauro Baldi       | Sauber-Mercedes C9/88 | 4   |

1 Motorschaden im Training
2 Elektrikschaden im Training
3 Trainingswagen
4 Ersatzwagen

### Nur in der Meldeliste
Hier finden sich Teams, Fahrer und Fahrzeuge, die ursprünglich für das Rennen gemeldet waren, aber aus den unterschiedlichsten Gründen daran nicht teilnahmen.
| Pos. | Klasse | Nr. | Team              | Fahrer                           | Chassis          |
| ---- | ------ | --- | ----------------- | -------------------------------- | ---------------- |
| 31   | C1     | 3   | Silk Cut Jaguar   | John Watson Raul Boesel          | Jaguar XJR-9     |
| 32   | C1     | 14  | RLR               | Tiff Needell Will Hoy            | Porsche 962C GTi |
| 33   | C1     | 15  | RLR               | Derek Bell James Weaver          | Porsche 962C GTi |
| 34   | C2     | 106 | Kelmar Racing     | Pasquale Barberio Vito Veninata  | Tiga GC288       |
| 35   | C2     | 110 | G.K.W. Motorsport | Claude Haldi Gabriele Gottifredi | GKW 862SP        |

### Klassensieger
| Klasse | Fahrer         | Fahrer        | Fahrzeug     | Platzierung im Gesamtklassement |
| ------ | -------------- | ------------- | ------------ | ------------------------------- |
| C1     | Martin Brundle | Eddie Cheever | Jaguar XJR-9 | Gesamtsieg                      |
| C2     | Ray Bellm      | Gordon Spice  | Spice SE88C  | Rang 8                          |

### Renndaten
- Gemeldet: 35
- Gestartet: 26
- Gewertet: 11
- Rennklassen: 2
- Zuschauer: 10000
- Wetter am Renntag: warm und trocken
- Streckenlänge: 5,800 km
- Fahrzeit des Siegerteams: 4:52:13,520 Stunden
- Gesamtrunden des Siegerteams: 173
- Gesamtdistanz des Siegerteams: 1003,400 km
- Siegerschnitt: 206,019 km/h
- Pole Position: Jean-Louis Schlesser – Sauber-Mercedes C9/88 (#61) – 1:31,690 = 227,724 km/h
- Schnellste Rennrunde: Jean-Louis Schlesser – Sauber-Mercedes C9/88 (#61T) – 1:35,750 = 218,068 km/h
- Rennserie: 3. Lauf zur Sportwagen-Weltmeisterschaft 1988